# Don Alfredo (cóctel)
Don Alfredo es un cóctel popular de la cocina peruana moderna. 

## Descripción
La bebida se prepara mezclando mosto verde pisco peruano, licor infundido de flor de saúco como St-Germain y jugo de lima en un vaso de cóctel lleno de hielo. El vaso se completa con agua mineral con gas. Por lo general, se sirve sobre hielo en un vaso bajo (o, a veces, una copa de martini o una copa de vino) y se adorna con un resorte de hoja de menta, albahaca o una cáscara de lima. Otras variantes incluyen Don Alfredo Spritz, que agrega champán o cava a la mezcla, y una gran cantidad de versiones modificadas.

## Historia
La bebida se originó en Lima en 2008. El cóctel ganó popularidad a finales de 2012, y se ha difundido internacionalmente donde el pisco peruano y el licor de flor de saúco están disponibles.
En un vaso de cóctel lleno de hielo, vierta 45 ml de Pisco, 30 ml de licor de flor de saúco (como St Germain) y 20 ml de jugo de lima. 